# 동일운수 (충북)
동일운수(同一運輸)는 충청북도 청주시의 시내버스 업체이다. 주사무소는 청주시 서원구 궁뜰로 22(미평동)에 있다.

## 역사
- 1974년 10월 1일 창업주 박장윤에 의해 시내버스 30대를 인가받아 우암동에 차고지를 마련해 설립하였다.
- 1980년 2월 1일 당시 30대의 보유 차량 중 22대가 동원교통으로 분리하여 나가면서 사세가 크게 위축되는 위기를 겪는다.[1]
- 1981년 정무1장관상을 수상한다.
- 1983년 충청북도내 최초 우수업체 대통령 표창을 받는 등 꾸준히 내실을 다져온다.
- 1984년 차고지를 우암동에서 현 위치로 이전
- 1987년 노사협력 우수업체로 대통령상 수상한다.
- 1989년 산성재 구간을 운행하는 중형좌석버스 노선이 정식 신설되게 되고 교통부 장관으로부터 육운사업발전 공로상을 수상한다.
- 1994년 청주시로부터 친절 모범업체로 선정되어 청주시장 표창을 받는다.
- 1995년 충청북도내 최초로 자체 음주측정기를 도입, 음주검열을 실시한 결과 사고지수가 60% 이하로 감소하고, 4년 연속으로 사망사고가 없어지는 쾌거를 이룩한다.
- 1996년 충청북도내 최초로 차량에 CCTV를 설치하여 버스의 고질적 병폐인 부정행위를 일소시킨다.
- 1998년 대중교통 서비스 우수업체로 선정된다.
- 1999년 충청북도 지사상, 교통안전협회 충청북도지사상, 육운 진흥발전 기여공로로 건설교통부 장관 표창을 받는 등 3개 상을 휩쓴다.
- 2000년 9월 충청북도 최초로 시내버스 업계 100일 무사고를 달성한다.
- 2002년 CNG 버스를 도입하여 운행한다.
- 2003년 6월 23일 충북지방노동위원회에 쟁의조정신청 후 벌여왔던 입금협상이 결렬된다.
- 2003년 7월 8일 충북노동위원회가 제시한 5% 중재안도 거부당한다.[2]
- 2003년 7월 9일 우진교통, 청신운수와 함께 파업에 참여한다.[3]
- 2003년 7월 10일 노사가 한 발씩 양보를 하게 되면서 운행을 재개한다.[4]
- 2004년 대중교통 서비스왕 업체 선정된다.
- 2005년 충청북도 최초로 저상버스를 도입 운행하며 대중교통 서비스왕 업체 2연속 선정된다.
- 2006년 대중교통 서비스왕 업체 3연속 선정된다.
- 2009년 한국화이바 프리머스 저상버스를 처음으로 도입하여 신차발표회를 개최하고 2010년 5월 현재 8대를 운행한다.
- 2010년 창업주 박장윤이 청주의료원에서 숙환으로 별세하고 장남인 박호영이 대표이사로 취임한다.
- 2012년 오송농협이 청원군마을순환버스 사업에서 철수에 따라 오송생명과학단지~청주국제공항(~내수역) 운행노선을 인수하여 2월 29일까지 운행

## 운행 차량
현재 총 80대의 시내버스를 운행하고 있다. 이는 단일규모의 최다 보유대수이자 우진교통에 이어 두 번째로 많은 보유대수이다.
우진산전
- 우진산전 아폴로 1100

현대자동차
- 현대 쏠라티
- 현대 뉴 카운티
- 현대 그린시티
- 현대 뉴 슈퍼 에어로시티
- 현대 저상 뉴 슈퍼 에어로시티
- 현대 일렉시티
- 현대 뉴 프리미엄 유니버스 엘레강스

## 갤러리

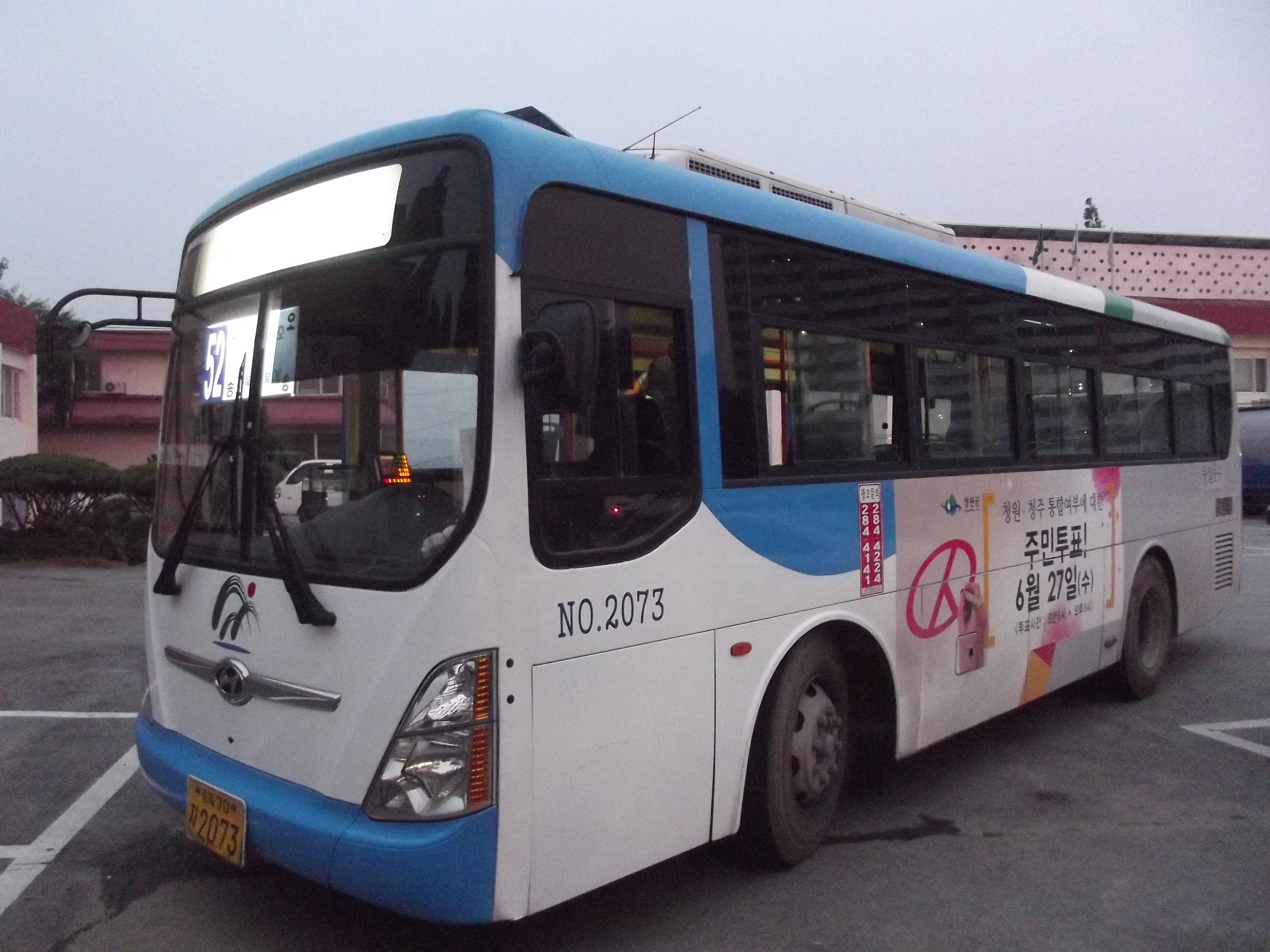
동일운수 소속 52번
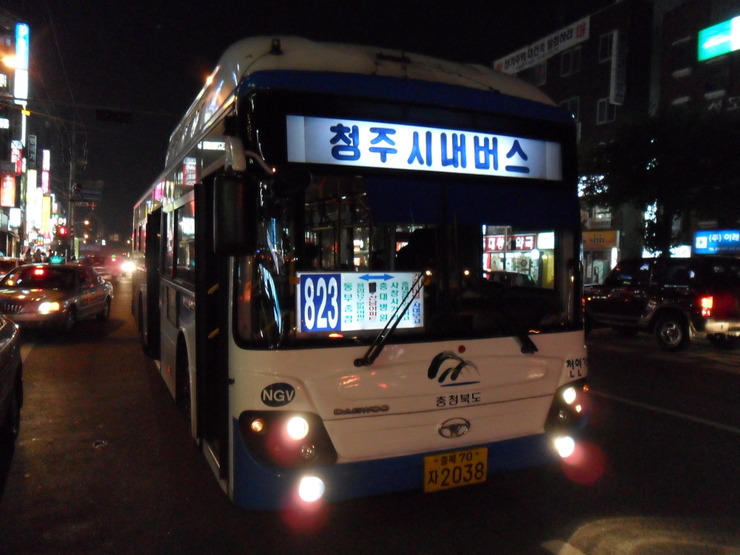
동일운수 소속 823번
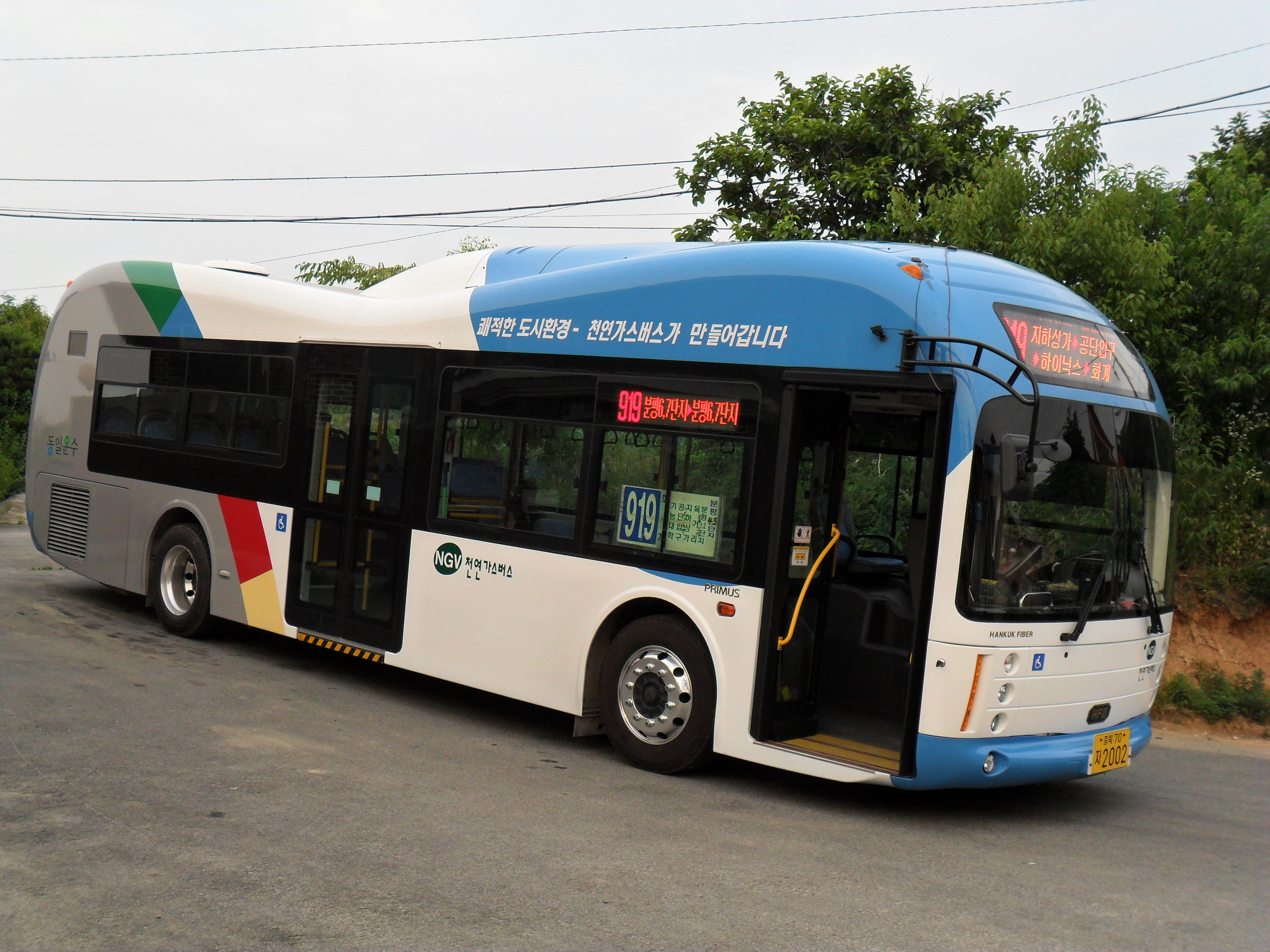
동일운수 소속 919번 한국화이바 프리머스